# Frohburg
Frohburg település Németországban, azon belül Szászország tartományban. Lakosainak száma 12 186 fő (2023. december 31.). Frohburg Kitzscher, Bad Lausick, Geithain, Penig, Langenleuba-Niederhain, Windischleuba, Fockendorf és Borna községekkel határos.

## Népesség
A település népességének változása:
| Lakosok száma | 10 204 | 12 566 | 12 470 | 12 311 | 12 305 | 12 186 |
|               | 2015   | 2017   | 2019   | 2021   | 2022   | 2023   |